# 妙法守護碑

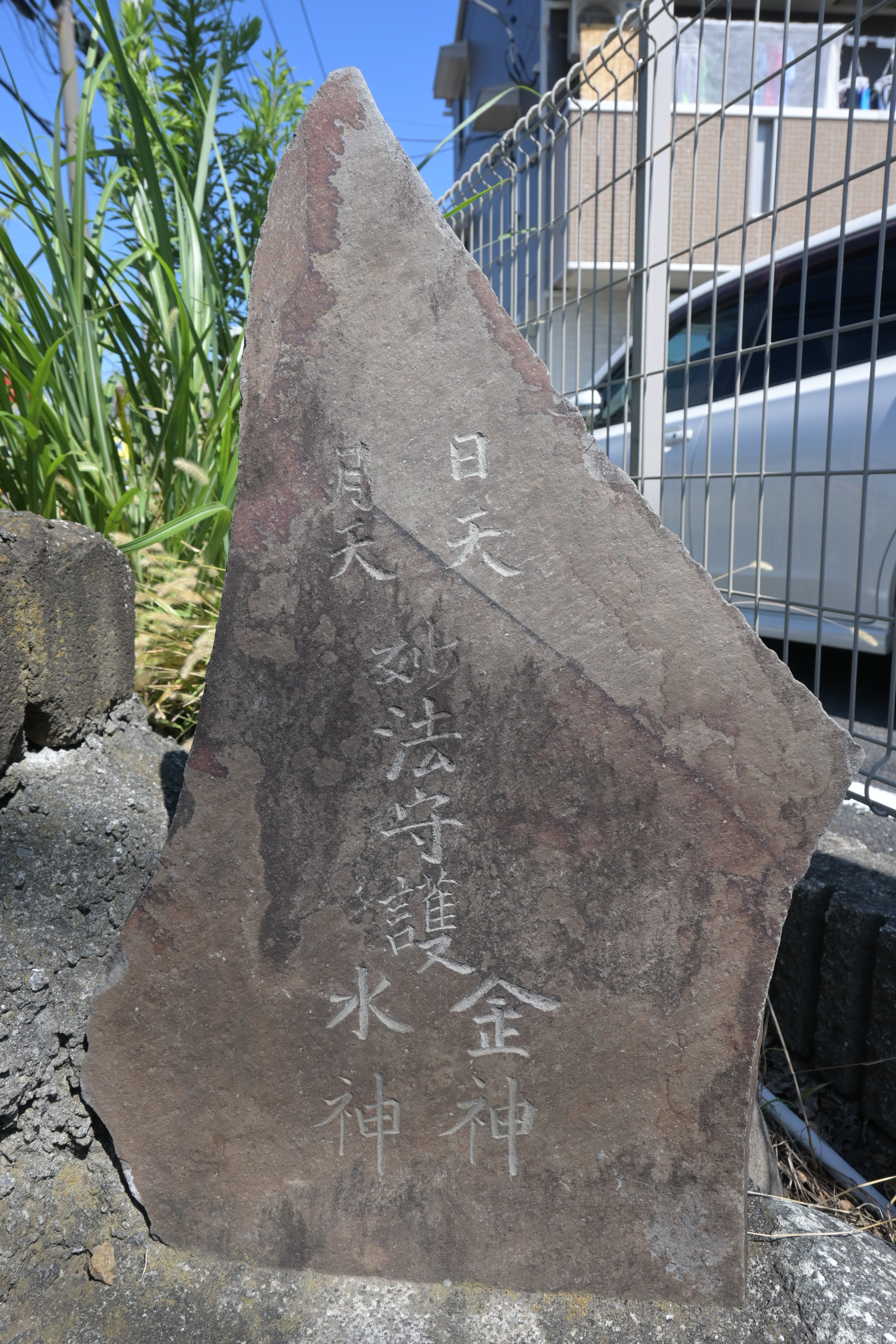
神奈川県相模原市中央区宮下本町の妙法守護碑

妙法守護碑（みょうほうしゅごひ）は、後述する民衆宗教・清正光の信仰者が帰依した証として造立した石碑であり、「妙法守護」を主銘文として、日天、月天、金神、水神の銘を伴うのが典型である。妙法守護塔ともいう。1879年（明治12年）を初見として、造立は1881年（明治14年）から1884年（明治18年）までに集中しており、それ以降は激減する。

## 形態と分布
自然石を用いて、正面の中央には「妙法守護」の主銘文を、その上部に日天と月天、下部に金神と水神を左右に並べて刻み、背面には造立年月と造立者名を刻むのが典型である。造立年月と造立者名は正面に刻まれることもある。平均的なサイズは、高さ40センチメートル、幅30センチメートル、奥行7～8センチメートル前後であり、おおむね小型の石碑である。
主銘文が「妙法」や「妙法三十番神守護」となっているもの、日天と月天の銘を欠くものも妙法守護碑のバリエーションとされる。主銘文に「妙法金神水神塔」「妙法市明神」「妙法守護雄神」と刻まれた例もあり、道祖神や庚申、馬頭観音、稲荷、弁才天等の信仰と習合したものもあるが、日天と月天、金神と水神のいずれの銘も欠くものは広義の妙法守護碑として区別することがある。
神奈川県相模原市を中心に、東京都町田市と八王子市に多く分布する。その他の地域では、数は少ないものの東京都あきる野市、立川市、昭島市、青梅市、神奈川県厚木市、平塚市、埼玉県狭山市でも存在が確認されている。
妙法守護碑は信仰者が自らの屋敷地に造立したものだが、現在では寺院や神社に移設されたものを見ることができる。寺院では日蓮宗寺院に多いが、時宗、臨済宗、天台宗の寺院にもある。青梅市の新町水神社にある妙法守護碑は、1975年（昭和50年）に神社を創建した際に井戸祭祀に関わる品として奉納されたものである。

## 清正光
清正光は、津久井郡青野原村（現在の相模原市緑区青野原）出身の永井信明（文政7年〈1824年〉 - 明治41年〈1908年〉）が明治初年に創唱した民衆宗教である。1877年（明治10年）に志田山（相模原市緑区長竹）に朝日清正光大薩埵を勧請し、1881年（明治14年）に小堂を建てた（現在の志田山朝日寺）。清正光の清は日天子の清浄平等、正は明星天子の破邪顕正、光は月天子の柔和慈光の徳を表すとされる。持病治癒、災禍除去などに霊験があるとして多くの参詣者があった。
永井信明は1882年（明治15年）に志田山を去って青野原に帰村し、少庵を建てて再び朝日清正光大薩埵を勧請する。1898年（明治31年）には、山崎ヤスとともに青野原の長宝山に妙法加藤明神を祀った。妙法加藤明神には47基の妙法守護碑が残されていた。1か所に集まった例としては最も多い。再建塔を除くと妙法守護碑の造立は清正光の創唱から永井信明が没するまでの期間に限られていることからも、妙法守護碑の造立には永井信明とその周囲の宗教者が関与していたと推測されている。
八王子市元八王子町の七面堂に祀られている「妙法大嶋明神守」碑には「永井信明」「講中」と刻まれており、同所では同じ造立年の「日天 月天 妙法守護 金神 水神」碑も記録されていることも、妙法守護碑の造立に永井信明が関わったという説を裏打ちする事例と考えられている。
1879年（明治12年）の造立で1973年（昭和48年）に再建された妙法守護碑のある狭山市の矢島家には、「何らかの縁で神奈川県津久井郡串川村の日蓮宗志田山朝日寺と結ばれて毎月僧侶が来訪し、近隣から慕い来る人たちに説教をしていた」という伝承があり、妙法守護碑と清正光との関係を示している。一方の朝日寺には、狭山市の矢島家が1903年（明治36年）に奉納したという加藤清正の旗指物が伝わっている。

## 参考画像

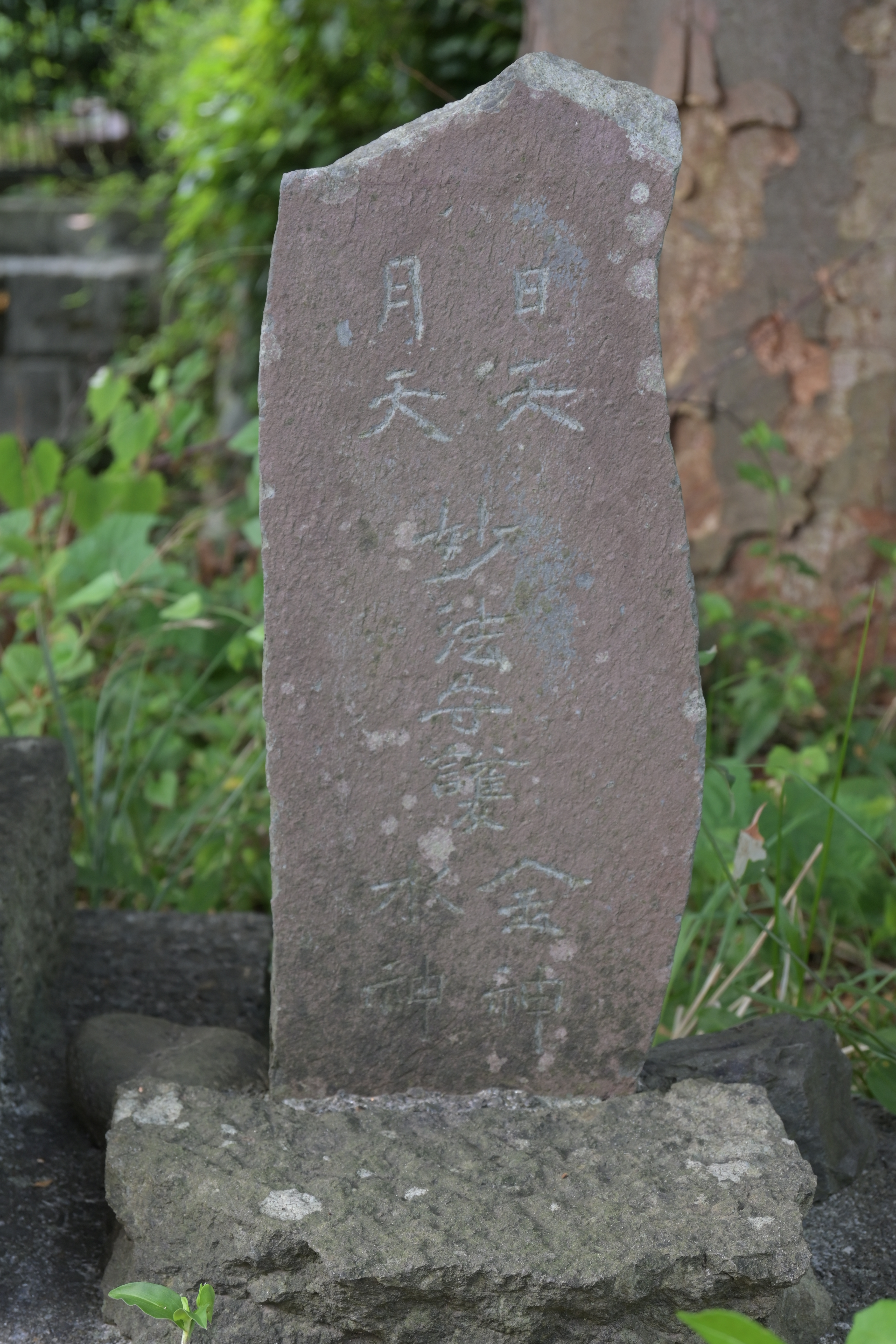
町田市相原町の妙法守護碑
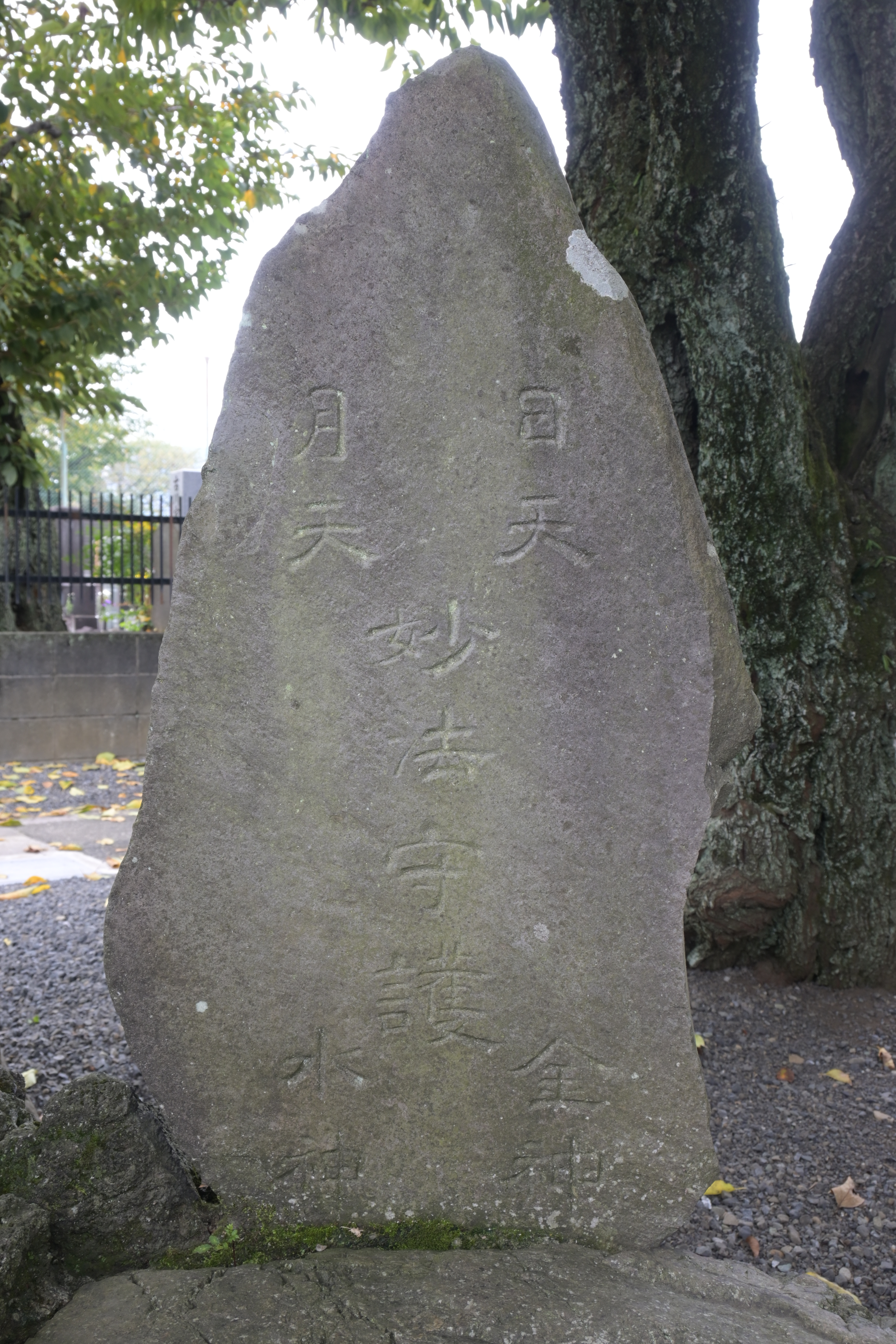
善龍寺（八王子市本郷町）の妙法守護碑
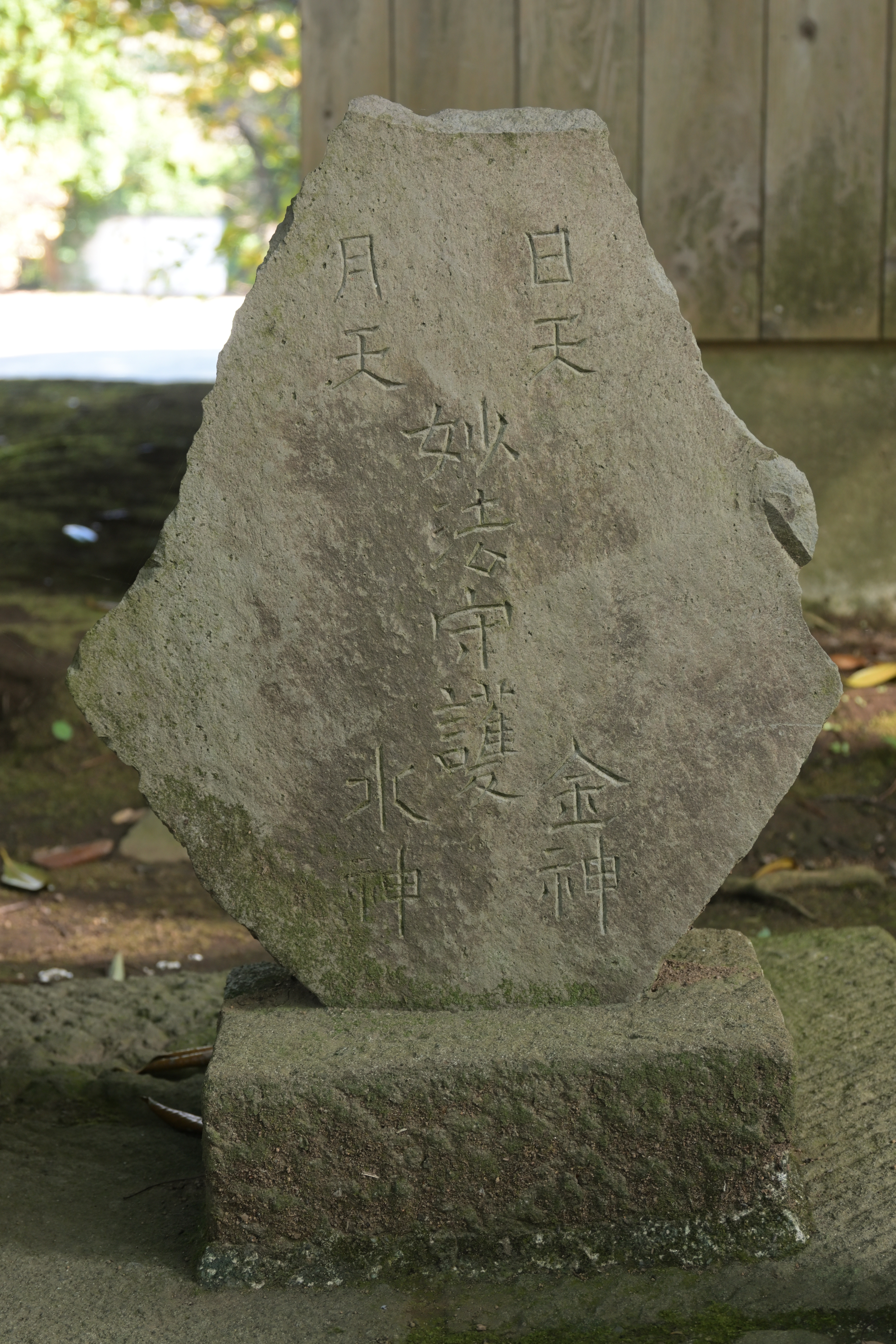
無量光寺（相模原市南区当麻）の妙法守護碑
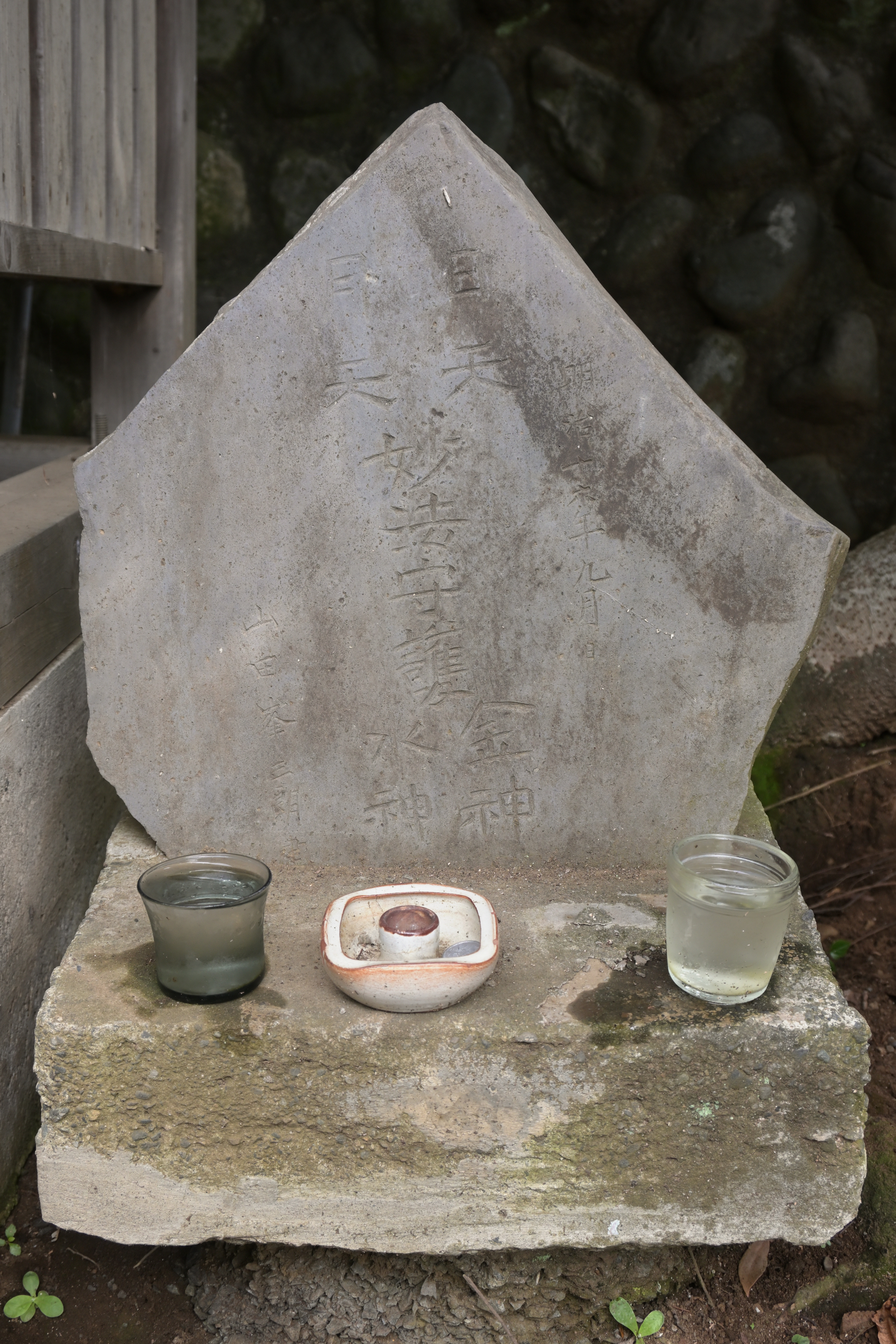
子安神社（八王子市中野山王）の妙法守護碑
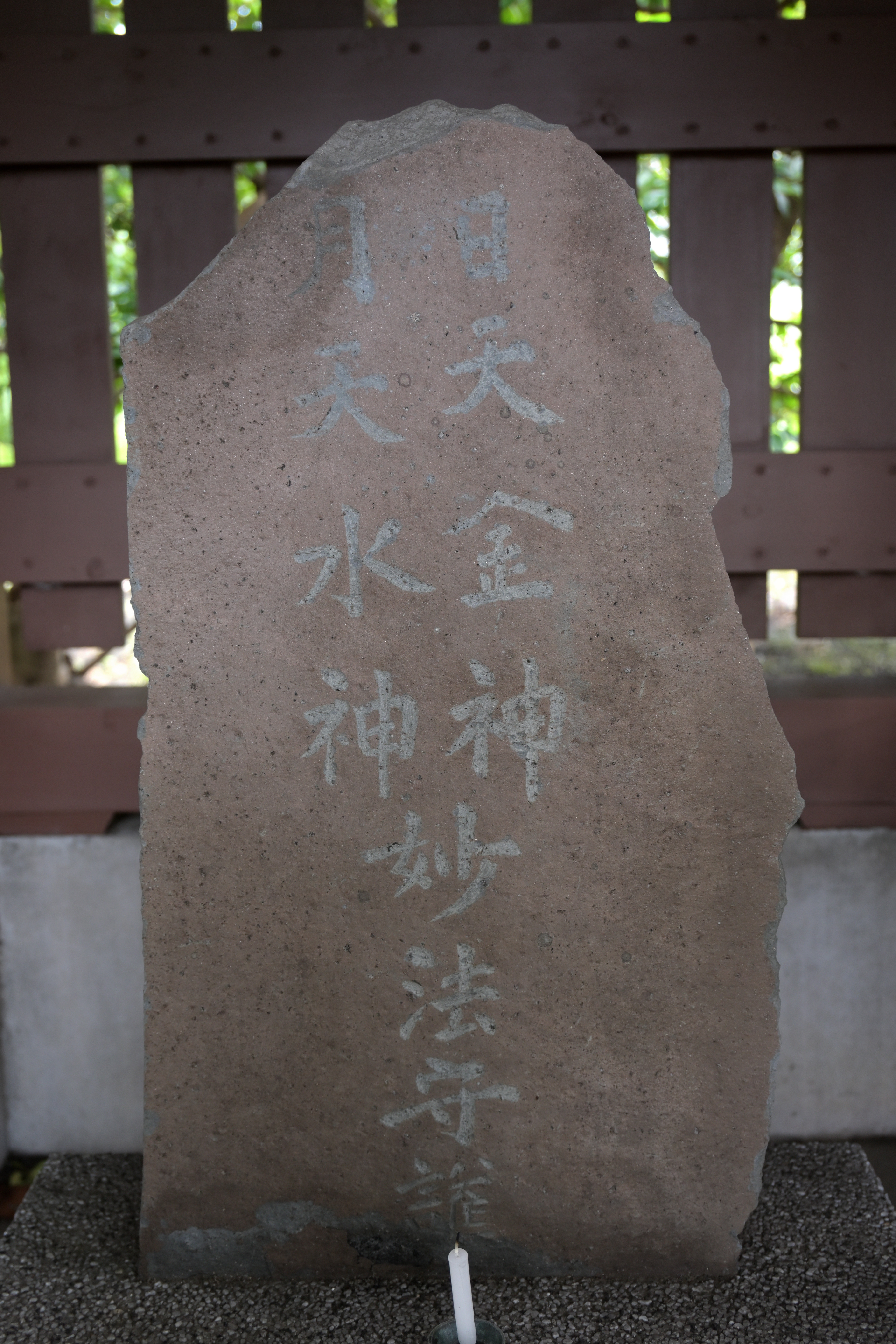
稲荷神社（相模原市南区上鶴間本町）の妙法守護碑
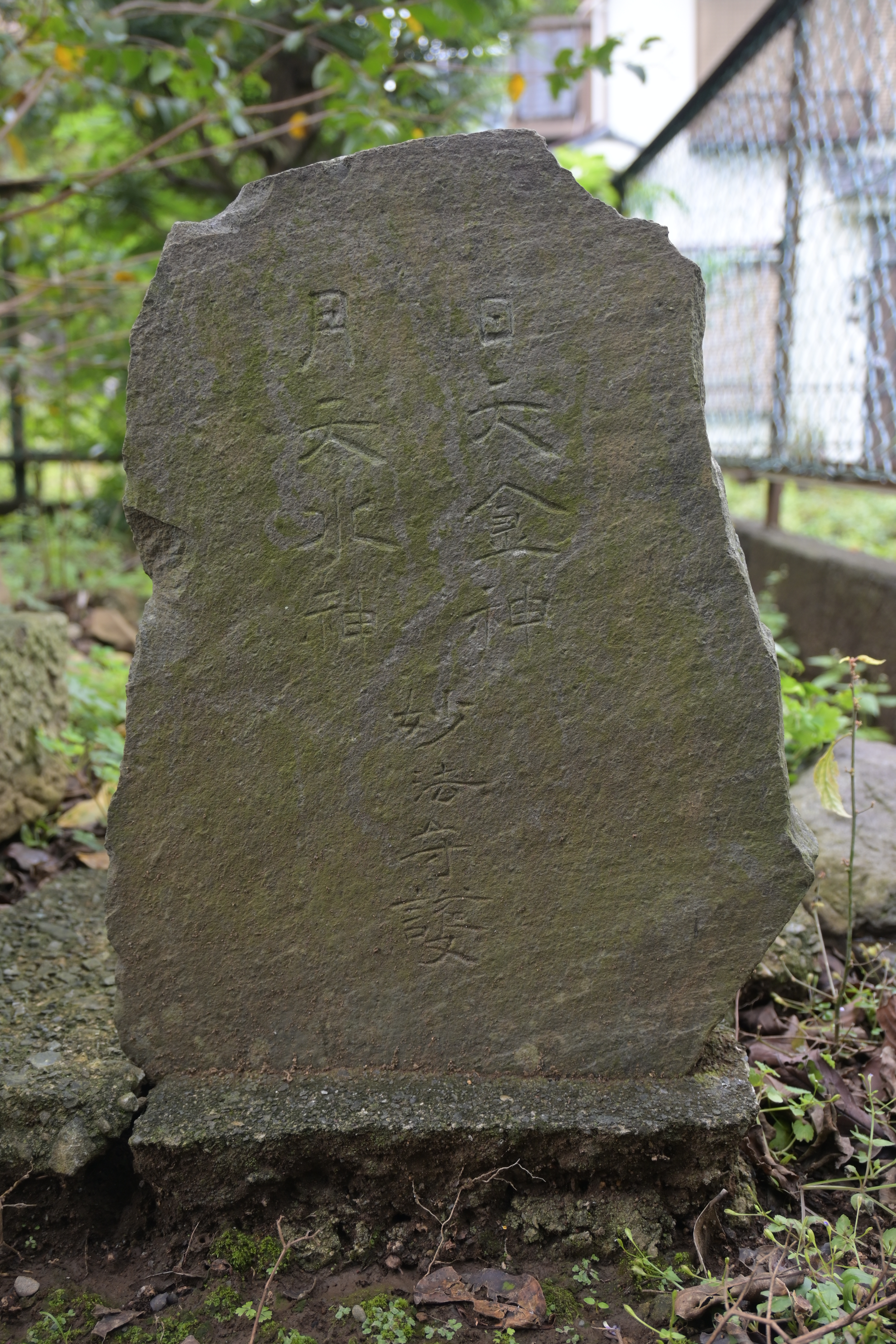
御嶽神社（八王子市散田町）の妙法守護碑
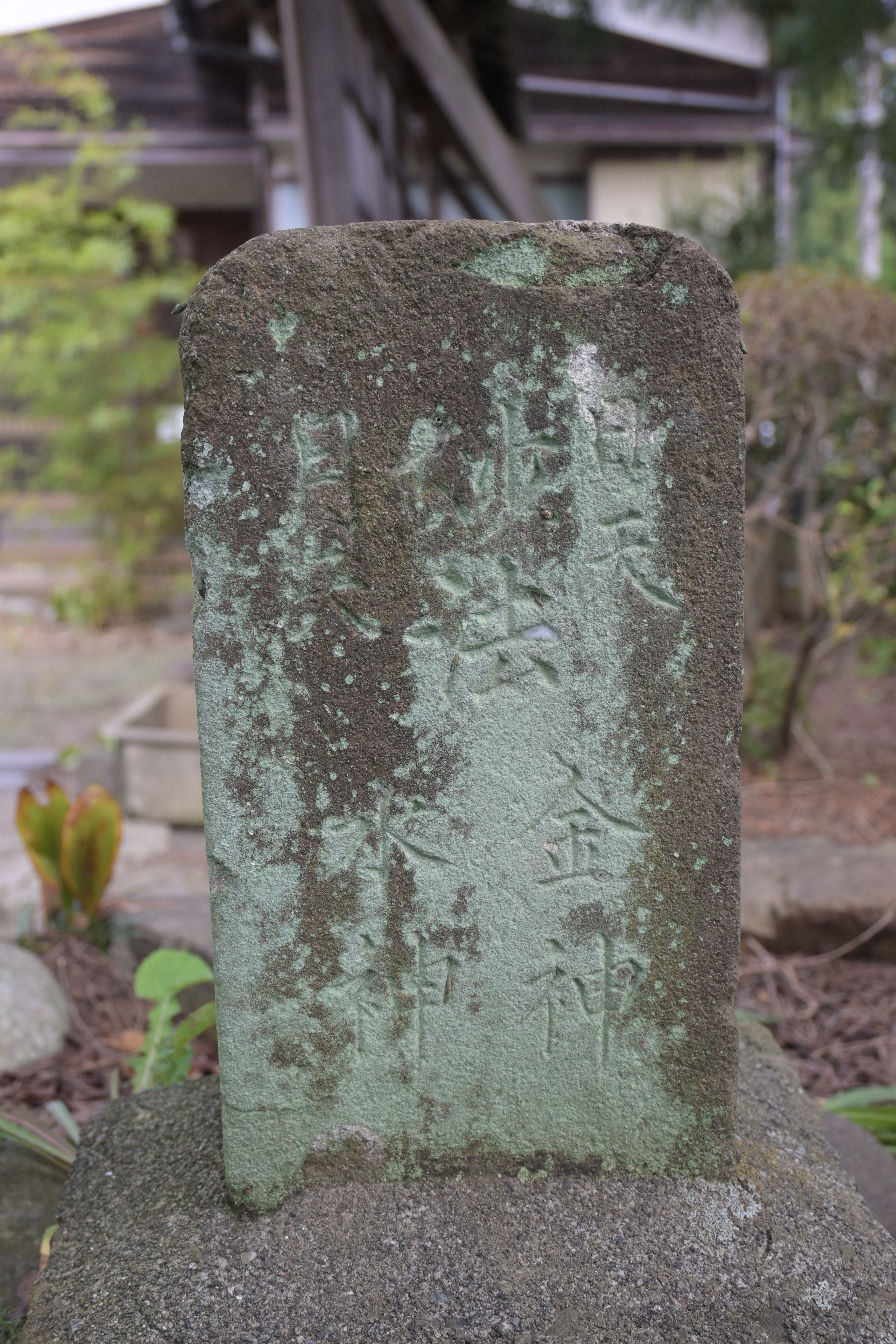
主銘文が「妙法」となっている、大戸観音堂（町田市相原町）の妙法守護碑
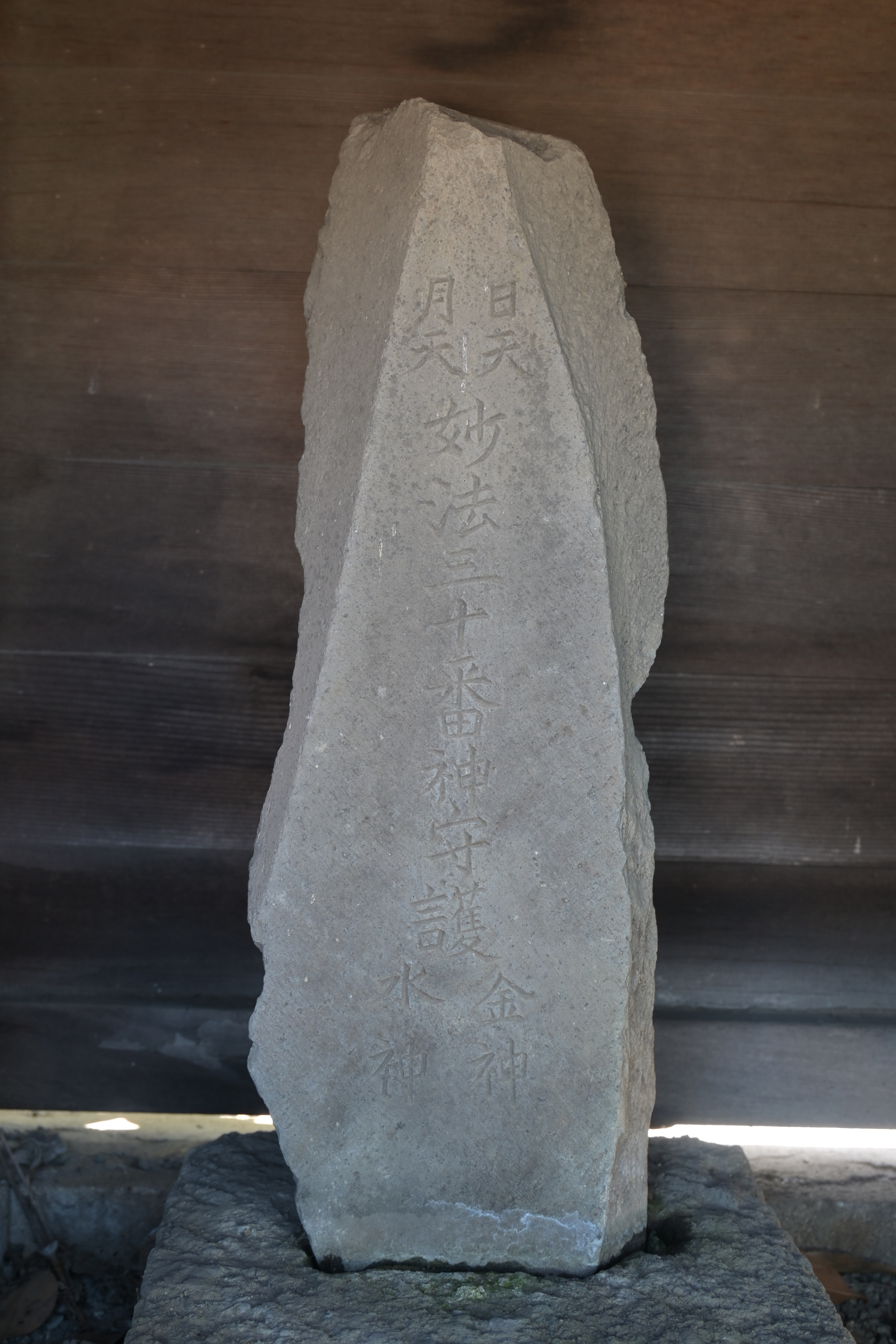
主銘文が「妙法三十番神守護」となっている、厚木市金田の妙法守護碑
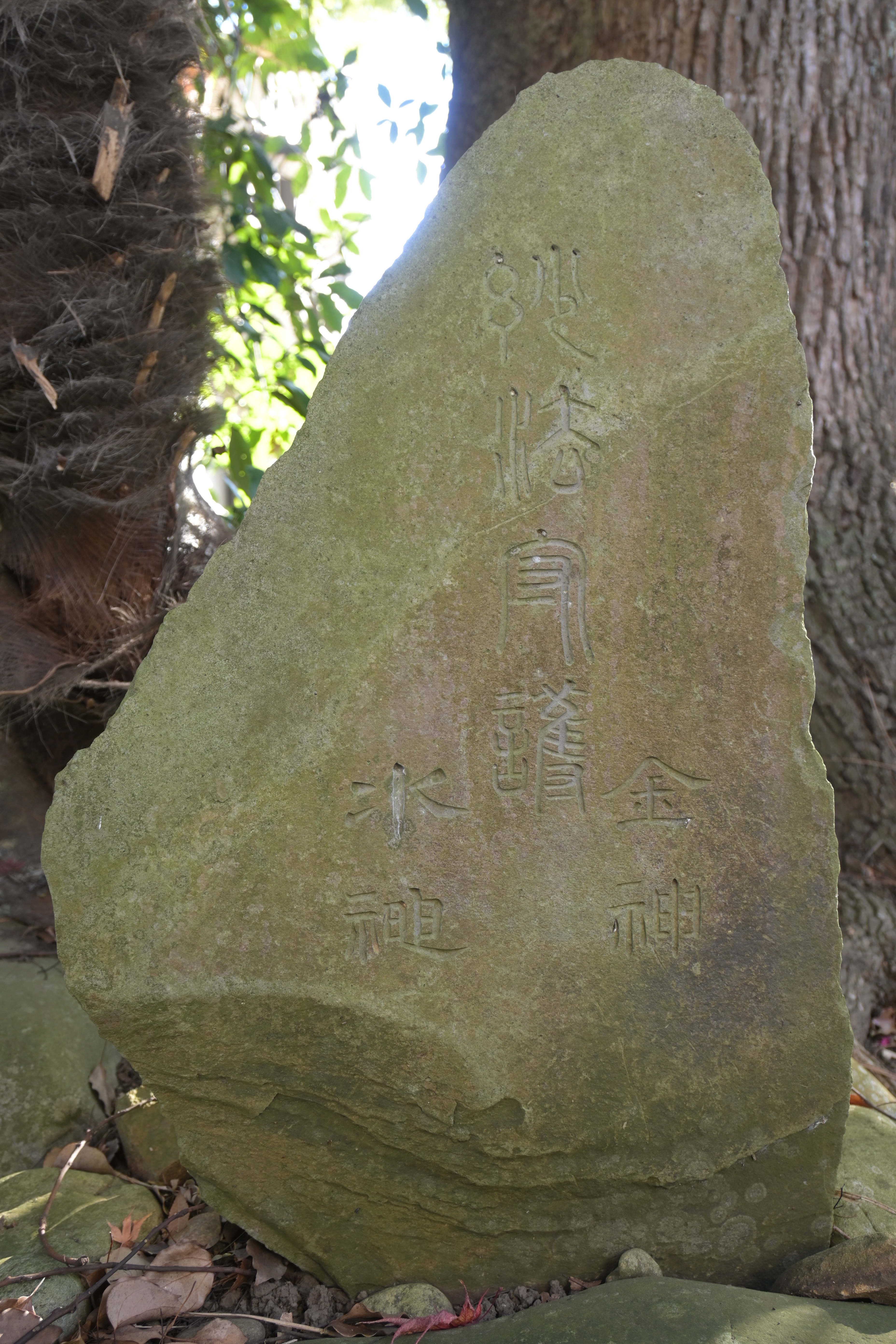
「日天 月天」の銘を欠く、観音寺（昭島市大神町）の妙法守護碑

### 広義の妙法守護碑

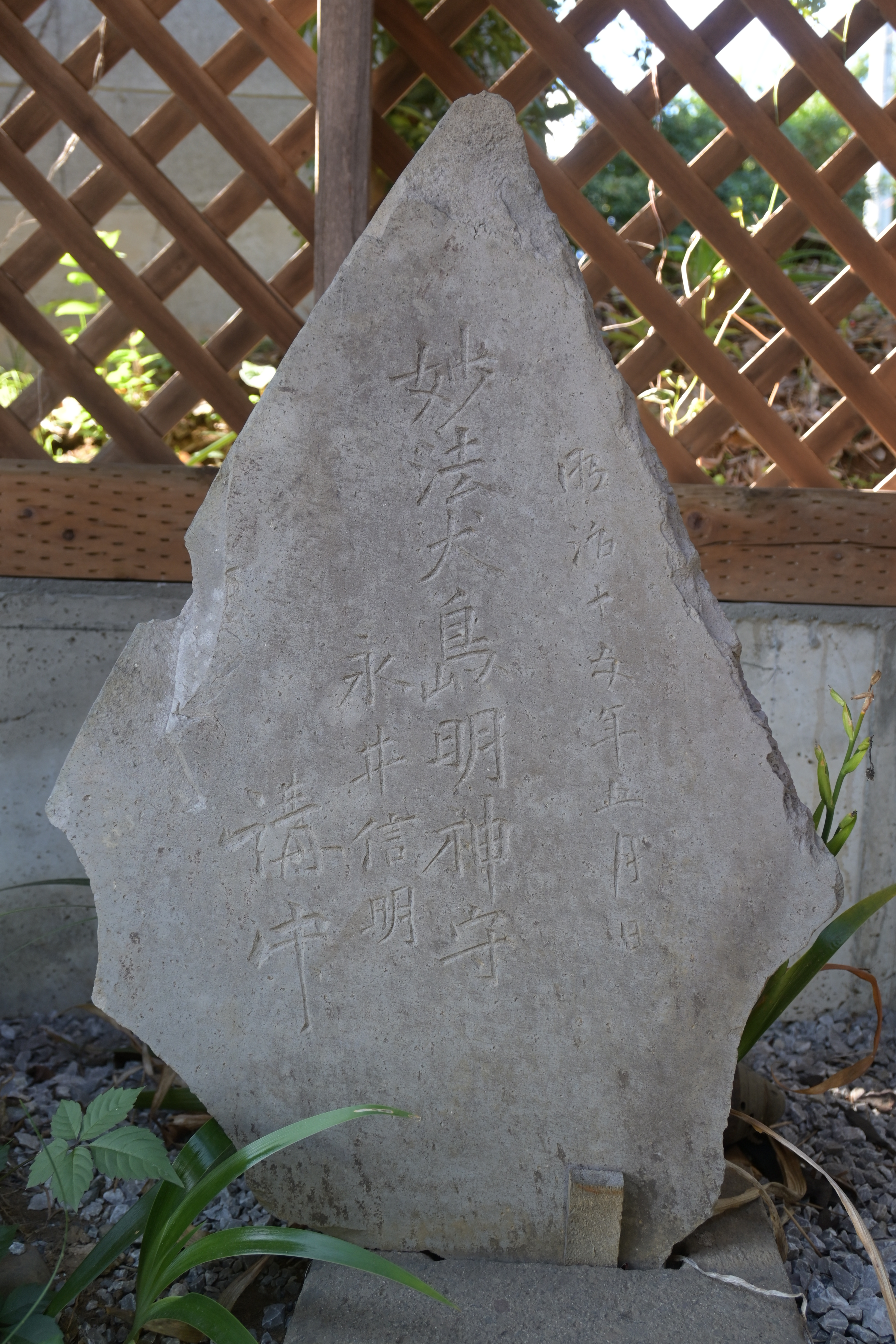
「永井信明」「講中」銘のある、七面堂（八王子市元八王子町）の「妙法大嶋明神守」碑
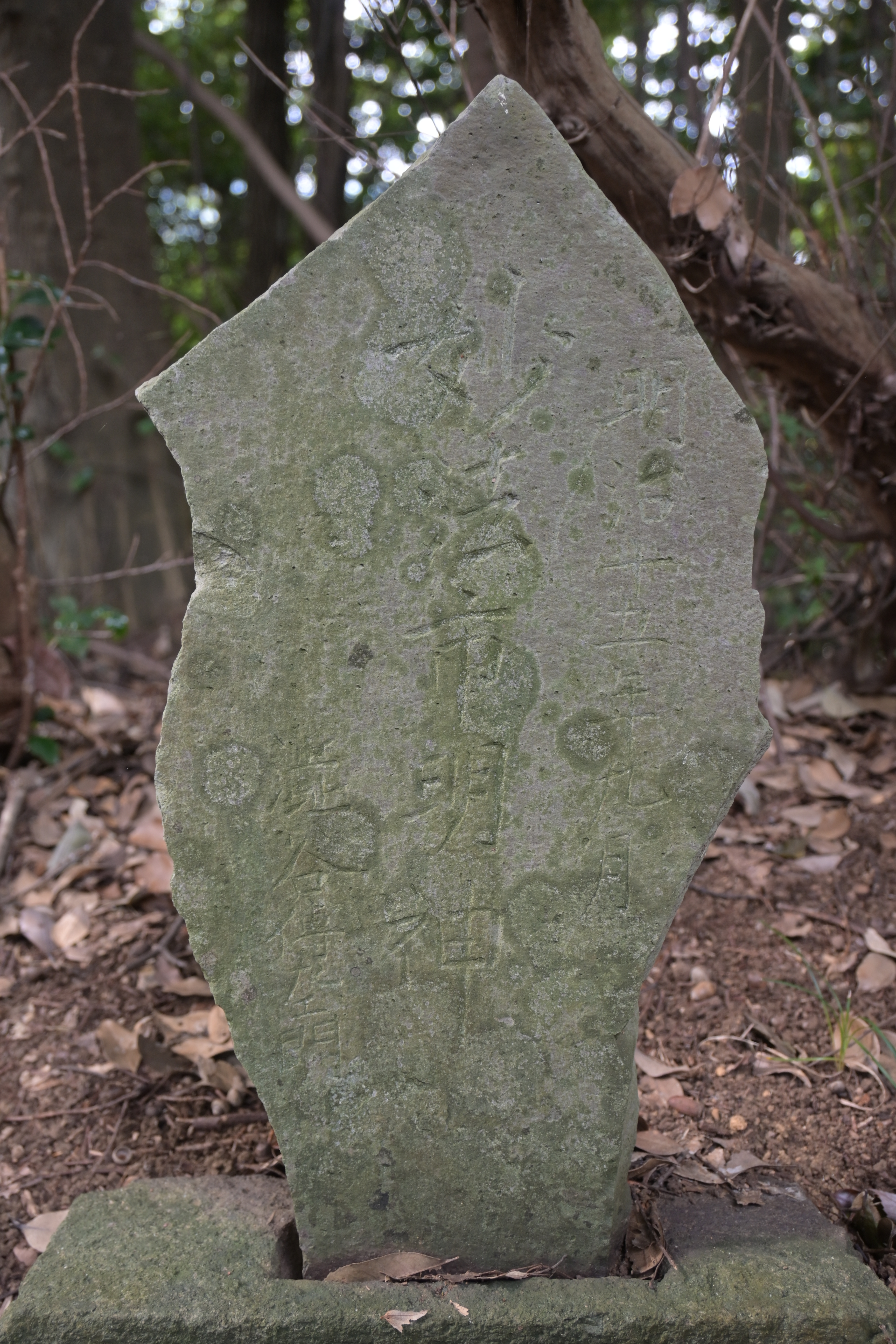
七面堂（町田市相原町）の「妙法市明神」碑
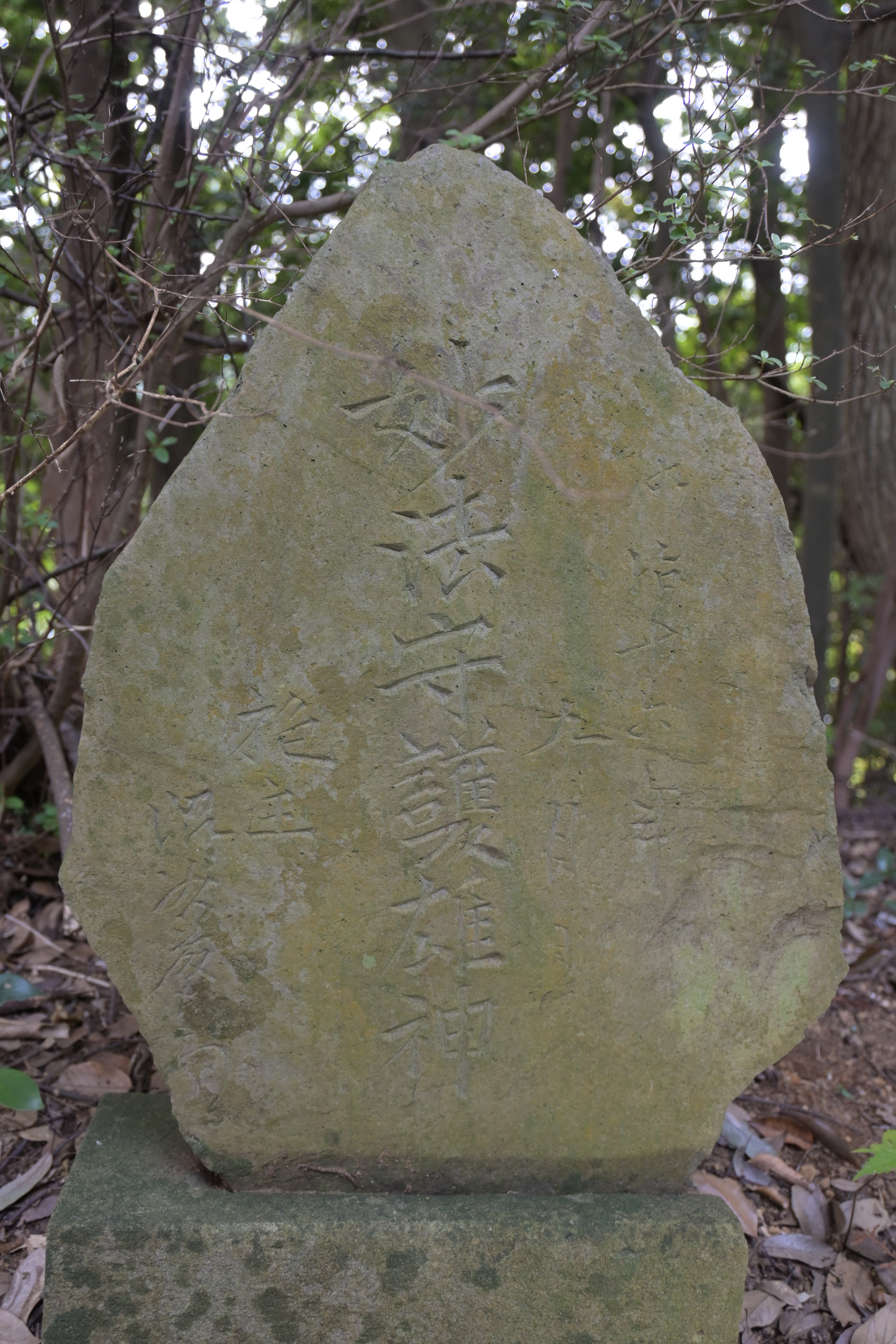
七面堂（町田市相原町）の「妙法守護雄神」碑